# Earophila semna
Earophila semna là một loài bướm đêm trong họ Geometridae.